# ロックマンXシリーズ
ロックマンXシリーズ（ロックマンエックスシリーズ、Rockman X series / 英: Mega Man X series）は、カプコンから発売しているアクションゲームのシリーズ作品。

## 概要
当時ゲーム業界のSFCへの市場移行の活発化を機に「SFCでのロックマン」として提案されたことに始まり、現在に至るまで多数のタイトルが製作されている。基本的なゲームシステムはロックマンシリーズのものを継承しつつ、シリアスなストーリーや、スピード感が強調されたアクション性などによって差別化が図られている。難易度はやや高くなったものの、ステージに隠されたパワーアップ要素が追加された。また、設定上時系列がロックマンシリーズから続いていることも特徴であり、ストーリーや登場キャラクターにその繋がりが見られる。
登場するボスは動植物をモチーフに人型にデザインされることが基本となっている。ボスたちの名称については、前半がその特殊能力であり、後半がモチーフとなった動植物の名前をそれぞれもじったものとなっている。また、シリーズで後に空想の生物が採用されている。なお、倒した後のシーンは初代シリーズのものとは違い、小規模な爆発を繰り返しながら消滅する演出が取られている。

## シリーズ一覧

### ナンバリング作品
| 1993 | ロックマンX  |
| 1994 | ロックマンX2 |
| 1995 | ロックマンX3 |
| 1996 |              |
| 1997 | ロックマンX4 |
| 1998 |              |
| 1999 |              |
| 2000 | ロックマンX5 |
| 2001 | ロックマンX6 |
| 2002 |              |
| 2003 | ロックマンX7 |
| 2004 |              |
| 2005 | ロックマンX8 |

- ロックマンX（SFC、Windows、VC、iPhone、iPod touch、iPad）
- ロックマンX2（SFC、VC、Windows）
- ロックマンX3（SFC、PS、SS、Windows、VC）
- ロックマンX4（PS、SS、Windows、GA）
- ロックマンX5（PS、Windows、GA）
- ロックマンX6（PS、GA）
- ロックマンX7（PS2）
- ロックマンX8（PS2、Windows、GA）

### 番外作品
- ロックマンX サイバーミッション（GB、VC）
- ロックマンX2 ソウルイレイザー（GBC、VC）
- ロックマンX コマンドミッション（PS2、GC）
- イレギュラーハンターX（PSP）
- ロックマンX DiVE（Android、iOS） - 現在はクロスオーバー作品として扱うようになっている。

### コレクション
- ロックマンX アニバーサリー コレクション（Switch、PS4、Xbox One、Steam） - ナンバリング作品『1』〜『4』を収録
- ロックマンX アニバーサリー コレクション2（Switch、PS4、Xbox One、Steam）[1] - ナンバリング作品『5』〜『8』を収録
- Mega Man X Collection - 北米でのみ発売。ナンバリング作品『1』〜『6』と、初代シリーズの『ロックマン バトル&チェイス』を収録

## ストーリー
舞台となる年代は『ロックマン』から100年後、20XX年から21XX年となる。
数十年前、ライト博士は研究未完成のため、自ら開発したロボット「エックス」を封印した。
それから時は流れ、エックスの発見者であるケイン博士によりエックスを参考にして作成された人間に近い思考回路を持つロボット、レプリロイドは人間社会に受け入れられ、人間と平等に共存していた。しかし、ある時を境に、人間が犯罪を犯すのと同じように、レプリロイドやメカニロイドの中にも自分の意思で犯罪を犯すもの「イレギュラー」が現れ始めていた。
イレギュラーによる事件の速やかな解決とイレギュラーの処分を任務とする特殊機関がイレギュラーハンターである。ケイン博士の手によりエックスは封印から目覚め、暴走するイレギュラーを排除すべくイレギュラーハンターに所属する。そしてエックスは先輩であり親友でもある特A級ハンター・ゼロと共に日夜イレギュラーの排除に務めていた。
しかし、ある時、ケイン博士が作成したレプリロイドの傑作にしてエックスとゼロの上司であったシグマが突如イレギュラーと化し、イレギュラーだけが支配する理想郷を築くべく人類に対して宣戦布告した。
エックスとゼロはシグマの野望を防ぐため、長きにわたる戦いに身を投じていく。
各作品のストーリー詳細は、各作品のストーリーの項を参照。

## 登場キャラクター
シリーズに頻出するキャラクターを記す。ここに記載されていないキャラクターについては、各作品でのキャラクターの項を参照。また、大多数の作品に登場するキャラクターについては、登場作品の記述を省略する。
なお、海外で発売されている作品については、国内版と名前が異なる場合がある。

### レプリロイド
エックス（X）
声 - 伊藤健太郎（『X4』） / 森久保祥太郎（『X5』-『X7』） / 櫻井孝宏（『コマンドミッション』『X8』以降）
シリーズの主人公。各地に散らばる自分専用のパーツや倒した相手の特殊武器を使えるようになって強化されていく青いレプリロイドであり、正式名称は「ロックマンX（ロックマンエックス / Rockman X）」。『イレギュラーハンターX』での回想シーンによると、“X”とは「無限の可能性」あるいは「危険」を意味している。
ゼロ（Zero）
声 - 置鮎龍太郎
倒した相手から技を学習する赤いレプリロイド。エックスのよき理解者であり、先輩であり、無二の親友である。武器はバスターとゼットセイバー。
アクセル（Axl）
声 - 高山みなみ
製作者不明の新世代型レプリロイドのプロトタイプ。橙色の長髪、顔面に残っている×型の傷、ヘッドパーツの額部分とアーマー胸部の中央に円状のランプが埋設されていることやゼロ同様に頭髪を後ろに留めた姿が特徴的である。ボディのカラーリングは黒と灰色を基調としている。様々な銃の扱いに長け、また、相手の姿も性能もコピーする特殊能力「Aトランス（A Trans）」を備えている。その他、ローリングやホバリングといった固有のアクションを習得しており、戦闘型としての素養は高い。
初登場作品である『X7』では、レッド率いるレッドアラートで彼の右腕として積極的に活動していたが、後の組織やレッド自身の変化に気付き、違和感を覚えたことやこの原因究明と解決のため、イレギュラーハンターとして名高いエックスやゼロを頼ろうと同組織を脱走した。しかしその行為が逆に街へ被害を及ぼし、さらにイレギュラーハンターとレッドアラートの衝突を引き起こす切っ掛けとなってしまい、彼自身も責任を感じると共に、本来の目的を果たすことを胸に秘め、イレギュラーハンターとして新たに活動し戦いに赴く。以後はイレギュラーハンター本部に身を置き、公式なイレギュラーハンターとして活動している。
生まれてからレッドに拾われるまでの記憶を失っており、出生についても不明である。普段は表には出さないものの、彼自身は自分の出生について気になっており、『コマンドミッション』では独自に調べる様子も見られた。
性格は純粋で、溌溂としている。行動パターンもやや幼く無鉄砲なところがあるため、当初は生真面目であるエックスと衝突が絶えなかった。
イレギュラーに対しては「完全なる悪」と割り切っており、残虐な面を見せることもある。レッドアラートでの活動の影響か、イレギュラーハントという行為にも抵抗はない様子である。この戦いに対するシンプルな姿勢や考えは、時に戦うことに迷うエックスを後押しする結果に繋がることもある。
『ロックマンゼクス アドベント』に登場するライブメタル・モデルAはアクセルを彷彿とさせるモデルだが（ロックマンモデルAが2丁銃装備であることやトランスオンによるコピー能力など）、彼と直接関係はなく、「A」という名に重要な意味が隠されている。
『X DiVE』では通常の姿で登場する他、『X DiVE』オリジナルでプレイヤーのレベル110に満たすと装着可能になるアーマー「ジークアーマー」をアクセルが装着した姿「アクセル ダイヴアーマー」、季節限定の「アクセルWコーデ」まで存在する。
エイリア（Alia）
声 - 笠原留美
『X5』から登場する現場での状況を分析してイレギュラーハンターをサポートする女性型レプリロイドのナビゲーター。イレギュラーハンター総監であるシグナスまでも含めて彼女に信頼を置くものは多い。
元々はレプリロイド工学の研究員だったが、その幅広い知識を買われ、イレギュラーハンター本部勤めのオペレーターとして引き抜かれる。サポートはルート解析からボス戦まで幅広く行うことができる万能型である。プログラム解析においても高い能力を備えており、破壊したエックスのパワーアップパーツを不完全ながらも修復するほどの技量を持つ。なお、『X6』で登場するゲイトとは過去の所属・勤務先で共に勤しんだ同僚である。
当初はクールかつ物事に何も感動しないリアリストな一面があったが、登場作品を重ねるごとに皆を気遣う「お姉さん」的な一面が顕著になり、その様子は見られなくなった。
『X8』ではアーマーが変更され、バストラインが人間の女性を思わせるものとなり、髪を下ろして上品なイメージチェンジが成されている。さらに、ゲームのプレイヤーキャラクターとして戦闘への参加も果たし、その際は以前とは違うお転婆な一面を覗かせる。
なお、『コマンドミッション』において彼女に似たレプリロイドが複数モブキャラクターで登場しているが、別人である。
『X Dive』では、『X8』の姿で登場する他、季節限定の「エイリアＷコーデ」も登場。季節限定イベントでのみ入手できる断片アイテムにより、『X8』の姿から水着姿のスキンへと変更が可能になっている。『X8』のXと同様の特殊武器「グリーンスピナー」と「メルトクリーパー」のアクティブスキルを持つ。
シグマ（Σ / Sigma）
声 - 麦人
ケイン博士の最高傑作とも評価される、高い戦闘能力と優秀な頭脳、そして多くのレプリロイドを引きつける高いカリスマ性を持つレプリロイド。身長は優に2mを超える。スキンヘッドに、割れた顎、両目にある赤い2本の縦傷と、非常に威圧的な風貌が特徴。一人称は「私」だが、稀に「わし」とも言っている。元イレギュラーハンター第17精鋭部隊隊長であり、エックスとゼロの当時の上司でもあった。部隊を率いていた当時は1人のハンターとしても信頼の置かれる存在であったが、『X』での反乱を機として、その後レプリロイドのための世界を創造する目的で世界征服を企んでいる。その野望を実現させるためにはレプリフォースやレッドアラートといった、イレギュラーハンターと同じ平和を目的に戦う組織を利用するなど手段は厭わない。
その正体は、「Σウイルス（シグマウイルス）」という悪性のコンピュータウイルス。ウイルスそのものに実体がないゆえに、ボディを破壊されても何度でも復活することができる。
シリーズのほとんどの作品で最終ボスを担っている。その姿形、武器、大きさも作品ごとに変わっており、統一性がない。主に第二形態まで存在し、第一形態は人型、第二形態は大型化する傾向にあるが、『X4』では第三形態まで存在なおかつ2体に分離し、第一形態は死神のような形態、第二形態は人型、第三形態は上半身が壁に繋がれシグマの頭部を頂く姿の巨大人型メカニロイドと地面に接続された継接ぎの目立つ巨大な頭である。
エックスに対しては、成長の可能性こそ感じていたものの、当初は自分の脅威にはならないと考えていた。しかし幾度も対峙し計画を阻まれたことにより、段々と憎しみにも似た執着心を抱くようになる一方、レプリロイドとしての能力に一目置くようになる。ゼロに対しては、後述の理由から復讐の意思が入り混じりながらも、高い能力を持つレプリロイドという認識があったようである。また、独自にその過去を調べ、自分の計画に利用しようと画策するなど、エックスよりも執着の程が露骨に表れている。
『X4』では、彼がまだイレギュラーハンターの隊長だった時に発生した、謎の赤いイレギュラー（ゼロ）によるハンター惨殺事件の回想シーンがある。最初はシグマが優勢だったものの、サーベルを持った左腕を切断されてしまう。腕と首を極められて破壊寸前にまで追い詰められるが、ゼロの額（ゼットブレイン）に「W」マークが浮かび上がり、苦しんでいる隙を突いてパンチでゼットブレインを砕き、辛くも勝利を収めた。しかし、この戦いからシグマの精神が完全に崩壊してしまう。
『X5』ではイレギュラーとしてのゼロを覚醒させる目論見から、ウイルスを満載したスペースコロニー・ユーラシアを地球へ落下させる。エックスとハンターたちの活躍で被害は最小限に抑えられたものの、予め世界中に散布されたウイルスと相乗して、地球を壊滅状態に陥れることに成功する。以降の作品では、レプリロイドの世界の創造よりもエックスとハンターたちに対する異常ともいえる執着心が顕著に表れ、それ自体が目的と化している。
『X』のリメイクである『イレギュラーハンターX』では、本シリーズ作品上での描写や設定と比較して、その背景が若干変わっている。戦いの目的はエックスの「レプリロイドの可能性」を知るため、「レプリロイドの未来を賭けた戦い」となっている。
『X DiVE』では、『X』及び『イレギュラーハンターX』の姿と『X4』の第二形態の姿で登場する他、イベント限定の「粛夜のシグマ」と「汰威超乃（たいちょうの）シグマ」まで存在する。
VAVA（ヴァヴァ）
声 - 麦人（『X8』） / 下崎紘史（『イレギュラーハンターX』以降）
イレギュラーハンター第17精鋭部隊の元隊員であり、エックスとゼロの元同僚でもある。非常に高い戦闘能力を持っており、土木作業用の道具であったライドアーマーを初めて兵器として利用したレプリロイド。優秀であるが、電子頭脳回路に異常があり、イレギュラー以上の残忍さを持っている。その影響で、日々の任務でも本来は被害を最小限にしなければならないにもかかわらず、常に周囲の被害が付き纏っており、むしろ被害を大きくすることもあった。当の本人は何時しかそのことを全く省みなくなり、最終的にイレギュラー認定こそされないものの、部隊で拘束処分を受けていた。
性格について、直向きな執念と強烈な破壊的思考が露骨に描写されている。その活動も単体でのものを好んでおり、時に誰かの命令に従うことはあれど、それはエックスないし周囲のレプリロイドなどを破壊したいがゆえにその立場を利用しているに過ぎないようである。そんな自負心から他者を下に見ることも多い彼だが、シグマやゼロなど、特定のレプリロイドに対してはその実力を認める様子も窺える。
名称の由来は、映画『マッドマックス』に登場する「ババ・ザネッティ」であり、日本国外版での名前は「ヴァイル（Vile）」。
『X』では、上司であるシグマの計画に乗り、本部内の留置所から脱走して破壊行為をするようになる。ライドアーマーの操縦を得意とし、オープニングステージではエックスを撃破寸前に追い詰めるもゼロの攻撃によって失敗に終わった。その後の再戦でゼロを捕獲し、エックスをまたも撃破寸前まで追い詰めたが、ゼロの捨て身の自爆によりライドアーマーを破壊され、エックスによって倒される。
『X3』では、ドップラー博士の手により「VAVA MK-II（ヴァヴァ・マークツー）」として蘇り、新たなボディとライドアーマーを得た。復讐を果たそうと再びエックスの前に立ちはだかるものの、またしてもエックスに敗れることとなった。ちなみにドップラーに対しては再生してくれたことは感謝しているとしながらも命令に従うつもりは全くなく、ドップラー本人も「自分たちに障害はない」と放置しているような状態だった。
『X8』では「VAVA V（ヴァヴァ・ペンテ）」と名を改めて再三復活。再びシグマの下に就き、ヤコブの管理官であったルミネを連れ去る一方、未だ果たされない復讐のためにエックスと仲間たちの前に立ちはだかる。
『X』同様、『サイバーミッション』での最初のステージのオープニングボスとして登場するが、「過去のデータ」上の存在のため、明確な意思は不明。
『イレギュラーハンターX』では、主人公の1人として登場する。イレギュラーとして拘束されていたところをシグマによって解放され、仲間として勧誘される。しかし、自分より立場の低いエックスに興味を示すシグマに疑問と不快感を抱き、逆に自分がレプリロイドを変えうるジョーカー（名前のもう1つの由来とされる）たる存在になろうと考え、エックスとゼロを敵と見なして戦いを挑むが、その後は2人によって撃破されたことから彼自身が「今まで何のために戦っていたのか」と本当の気持ちを悟ることになる。このVAVAが主役のストーリーはこの作品でのみ語られており、「世界の未来を変えうるレプリロイドは自分である」ことを証明するために戦うVAVAの姿勢は他では決して見られないものである。また、額の刻印は『イレギュラーハンターX』での自身のエンブレムは「Σ」マークから「V」マークに変更されている。
『X DiVE』では、『X』及び『イレギュラーハンターX』の姿と『X3』の姿で登場する他、イベント限定の「漆狂のVAVA」まで存在する。
シグナス（Signas）
声 - 鈴置洋孝（X6 - X7） / 岩鶴恒義（X8）
イレギュラーハンター総監を務めるレプリロイド。戦闘力はないが、高い指揮能力を持っている。アクセルの事は当初イレギュラーハンターとしては認めていなかったが、後に認めている。
ダグラス（Douglas）
声 - 高木渉（X6）
イレギュラーハンターのメカニック担当であるレプリロイド。ハンターたちの武器などを提携したりしている。
レイヤー（Layer）
声 - かわたそのこ
エイリアの後輩で、オペレーターを務めるレプリロイド。ゼロのことが好きらしく、普段は冷静沈着な性格。
パレット（Pallette）
声 - 三間はるな
エイリアの後輩で、オペレーターを務めるレプリロイド。エックスやゼロには「さん」付けで呼ぶが、アクセルには呼び捨てである。

### 人間
Dr.ケイン（Dr.Cain）
声 - 宮澤正（『イレギュラーハンターX』）
Xシリーズの時代におけるロボット工学の権威で、元々は地質考古学者だった。エックスを発見して目覚めさせ、また彼をモデルにライト博士とDr.ワイリー以外で初めてレプリロイドを造った人間でもある。
ライト博士の没後、人間型思考回路を持つロボットのノウハウは失われたが、ある日ケイン博士は、偶然ライト博士の研究所跡と思われる遺跡で彼の遺作であるエックスを発見する。ロボットより人間に近いエックスを見て解析を試みるが、彼の技術をもってしてもブラックボックス（解析不能の部分）ばかりでほとんど解析することはできなかった。しかし、その中で一部解析できたデータを基に、独自の技術を加えてレプリロイドを完成させ、レプリロイド工学の第一人者となったのである。その後イレギュラーハンターを組織し、精神的指導者としてエックス、ゼロたちによくアドバイスをする。また、ライドチェイサーのチェバルやアディオンの設計者でもある。自分たちより遥か昔にこれほどのテクノロジーを持っていたエックスの製作者ライト博士には驚きと尊敬の念を持っている。
本格的レプリロイドの第1号であるシグマの生みの親でもある。ゆえに、自らの息子同然であったシグマの暴走には、心を痛めている。
『イレギュラーハンターX』収録のOVA『THE DAY OF Σ』では、生命維持装置を装着している衰弱した老人であり、最終的にはシグマの反乱の被害にあって死亡したかのように描かれている。
Dr.ライト（Dr.Right）
声 - 佐々山洋一（『X8』） / 麻生智久（『イレギュラーハンターX』）
ロボット工学の父とよばれる伝説的な科学者であり、エックスの開発者。ロックマンを作った人物でもある。その技術は百年後の世界でも解析不能であり、それだけの科学力を持ちながら自らの力に溺れることなくその生涯を終えている。エックスのパワーアップパーツの製作者でもあり、エックスが戦いに身を投じる時はアーマーパーツを与え彼のサポートを行う。
およそ100年前に亡くなったはずであるが、Xシリーズの時代の情勢を把握しているため、カプセルを通じてネットワーク上でプログラムとして生きていると推測されている。カプセル内でも本人の意識はあるらしく、例えばゼロでカプセルに赴いた場合、エックスではないことを把握して会話をしている。しかし、エックスには一方的にメッセージを与える描写のみであり、まともな会話は一度もない。
Dr.ワイリー（Dr.Wily）
声 - 青野武（『X4』『X6』）
ロボット工学における奇才の持ち主であり、かつて数多くの戦闘用ロボットを生み出し世界を恐怖に陥れたマッドサイエンティスト。ゼロの開発者で、ロックマンのライバルであるフォルテを作った人物でもある。
作品の所々で彼がゼロを製作し生み出したと断定できる事柄（同シリーズ内では、『X2』で倒したシグマが最後に言ったセリフ「最後のワイ・・ナン・・ズ（ワイリーナンバーズ）の」、『X4』でのゼロの夢、『X5』でのゼロのフラッシュバックなど）が描写されている。また、『X2』に登場するカウンターハンター・サーゲスと、『X6』に登場するアイゾックは何らかの関連性を持っていると目されている。
同シリーズのストーリー上では、主にゼロの夢の中などでシルエットの姿で登場する（『コマンドミッション』のカプコン公式の攻略本によると、エックスを倒すためにゼロを作ったと明記されている）。

### ザコキャラクター
- メットールシリーズ

## グループ

### シリーズ全般
レプリロイド（Repliroid）
人間に近い思考回路を持つロボットの総称で、自ら考え物事を処理することができる。これと区別され、命令されたプログラム通りに動くロボットはメカニロイドと呼ぶ。初めてレプリロイドを制作した人物はケイン博士であるが、100年以上も前にトーマス・ライトとアルバート・W・ワイリーの2人によって、その原型ともいえる人間的思考回路を持つロボットが開発されている。
100年後であるXシリーズの世界から見ても、かなりの高度な技術で作られており、ライト、ワイリーの両博士の没後、その理論は誰にも理解できず技術は失われる。ケイン博士がエックスを解析して人間的思考回路は再び世に出されるが、彼をしても全て理解できる技術ではなく、ライト博士はエックスの封印されていたカプセルの警告文にて「私の技術を100%理解してくれる者はいない」と語っている。なお、人型のメカニロイドや、獣型のレプリロイドも存在するため「人型=レプリロイド」というわけではない。
名称の由来は「レプリカ（Replica）（複製）」+「アンドロイド（Android）（人間型ロボット）」。日本国外版での英名は「reploid（レプロイド）」である。
イレギュラー（Irregular）
電子頭脳に支障を来たし、人間や他のレプリロイドに危害を加えるようになったレプリロイド、メカニロイド類の総称で、いわゆる犯罪者的な存在。政府やイレギュラーハンターによって認定され、イレギュラー認定されたレプリロイドは、イレギュラーハンターによって破壊・処理される。ただし、全てのイレギュラーが破壊されるわけではなく、ゼロやキバトドスのように、イレギュラーと扱われていたものが、社会復帰するケースも存在する。また、作品中でもシグマが「単に人間の言いなりにならないレプリロイドのこと」と指摘するなど、イレギュラーの概念には曖昧な部分も多い。『イレギュラーハンターX』にてゼロが「思考回路が高性能になりすぎたこと」がイレギュラー化の原因であると語っている。
原因は電子頭脳の故障から思考プログラムのバグなど様々だが、ウイルスによる外因的な事例も多発している。このような技術的な支障の他にも、人間と同じ思考回路を持っているがゆえに、人間同様、自らの意思で（人間の命令なしに）犯罪に手を染めるレプリロイドも存在する。こうしたレプリロイドもイレギュラーと認定され、破壊の対象となる。
同シリーズのボスキャラクターは、イレギュラーハンターの公式記録上では、全てイレギュラーとして処理されている。日本国外版での英名は「maverick（マーベリック、異端者や一匹狼、無所属の政治家を意味する英単語）」。
『ロックマンゼロシリーズ』『ロックマンゼクスシリーズ』でも使われており、『ロックマンゼロシリーズ』ではネオ・アルカディアに敵対するもの全てを指し、『ロックマンゼクスシリーズ』ではXシリーズとほぼ同じ扱われ方をしている。
イレギュラーハンター（Irregular Hunter）
ケイン博士が創立した治安維持組織で、人間に危害を加えるイレギュラーを破壊するための、レプリロイドの警察のような存在。ハンターたちは「A級」「B級」「C級」と全体の0.01%に当たる「特A級」の4段階にランク付けされており、『コマンドミッション』にはA級以上を示す「S級」という単位も存在したが、特A級との違いは不明。エックスとゼロたちが所属しており、以前はシグマも所属していた。
政府同様、イレギュラー認定権を保持しているなど、全レプリロイドに対する強大な権限を持っている。しかし、「シグマの反乱」を始めとする「イレギュラーハンターのイレギュラー化」という事態も起こっており、イレギュラー認定の曖昧さとも合わせて、イレギュラーハンターに不信感を持つレプリロイドも少なからず存在する。なお、実態は不明だがレプリフォースとの相違点として「人間も所属している」という特徴が挙げられる。
シリーズ途中までは、少なくとも0 - 17の18部隊が存在していた。18あるハンター部隊の内、現在確認されている部隊は以下の通り。そのうち、エックス、ゼロ以外で名前が判明している者はイレギュラーとして処分された。
第0特殊部隊（忍び部隊）（Special Unit No.0）
隊長：不明→ゼロ / 副隊長：エクスプローズ・ホーネック / 所属：ウェブ・スパイダス →レプリフォースゲリラ部隊、マグネ・ヒャクレッガー
隠密行動に長けたチーム。
第4陸上部隊（4th Land Unit）
隊長：バーニン・ナウマンダー
第6艦隊（6th Fleet）
隊長：不明 / 副隊長：ホイール・アリゲイツ / 所属：ランチャー・オクトパルド、バブリー・クラブロス、ボルト・クラーケン→引退
海洋生物をモチーフとした部隊で、水中活動に特化している。
第7空挺部隊（7th Airborne Unit）
隊長：ストーム・イーグリード / 所属：ソニック・オストリーグ→引退
鳥類をモチーフとした部隊で、飛翔能力を有する。
第8機甲部隊（8th Armored Unit）
隊長：アーマー・アルマージ
第9特殊部隊（レンジャー部隊）（9th Special Unit / Ranger）
隊長：不明 / 副隊長：スティング・カメリーオ（『イレギュラーハンターX』）
第13極地部隊（13th Polar Unit）
隊長：不明（ペンギーゴによって破壊された。漫画版ではマルス）/ 所属：アイシー・ペンギーゴ
第14特殊部隊（白兵戦部隊）（14th Special Unit / Close Combat）
隊長：マグマード・ドラグーン
近接戦闘を第一とする部隊。
第17精鋭部隊（17th Elite Unit）
隊長：シグマ→エックス / 所属：ゼロ→第0部隊、VAVA、スパーク・マンドリラー、ブーメル・クワンガー、フレイム・スタッガー、グラビティー・ビートブード、ダブル
その後、度重なる戦いの中に各部隊は壊滅した。部隊制は機能しない事態となり、『X6』からはエックスとゼロの役職名に「元」がついている。最終的に総監のシグナスを筆頭に、各ハンターたちに直接指示をする形式を取っている。

### 登場作品
カウンターハンター（Counter Hunter）『ロックマンX2』
アジール、サーゲス、バイオレンの3体のレプリロイドによって構成されている組織。“カウンターハンター”とは、“イレギュラーハンターを抹殺する者”という意味で、その名の通りイレギュラーハンターの破壊を目的に活動しており、半月の間に100体以上もの優秀なハンターを秘密裏に葬り去ってきた。その最終目的はエックスに破壊されたシグマの復活であり、目的の障害であるエックスに、サーゲスが製作したゼロのパーツを賭けて挑戦を申し込む。日本国外版での英名は「X Hunter（エックスハンター）」と呼称される。
シャドウハンター（Shadow Hunter）『ロックマンX サイバーミッション』
ギーメル、ザインの2体のレプリロイドが所属している組織。自分専用の武器を持ち、それを自在に扱う訓練を受けた特殊戦闘型レプリロイドで構成される。「迷宮入りとなった事件はシャドウハンターが関わっている」といわれているが、詳細は不明。シグマの下でテクノと共に働き、事件解決に奔走するエックスとゼロの妨害をした。
ソウルイレイザー（Soul Eraser）『ロックマンX2 ソウルイレイザー』
ベルカナ、ガレスによって構成されている組織。“ソウルイレイザー”とは、“イレギュラーの魂を消去する者”という意味（ガレスはそう名乗った）だが、実際はレプリロイドのプログラムが消失し、二度と動かなくなる怪現象「イレイズ事件（Erase Incident）」（人間でいう仮死状態）を発生させた実行犯。南洋の島ラグズランドのレプリロイド研究施設を拠点に、その島のレプリロイドをイレイズさせ、替わりにエックスとゼロが処分したイレギュラーを復活、大量発生させた。その目的はシグマの復活だが、ベルカナはレプリロイドのプログラム（ソウル）を永遠の美しさとして利用していた。
ナイトメアポリス（Nightmare Police）『ロックマンX3』『ギガミッション』
世界中の優れたロボットたちを参考にドップラー博士が開発した、ドッペルタウンの警備用レプリロイド。ヴァジュリーラFF、マンダレーラBBの2体のレプリロイドによって構成されている。後に『ギガミッション』にて残された研究データーを基に後継機にあたるシャクティーラCC、プラナーラDDの2体がある人物によって開発される。
インセプトチェイサー（Incept Chaser）『メガミッション1』
ドップラー博士に生み出された2体のレプリロイド。
オーダブレイカー（Order Breaker）（『メガミッション2』、『メガミッション3』）
タキオンに生み出された2体のレプリロイド。
マスカレーズ（Masquerades）『メガミッション3』
ロット・アーマー、ブラオ・ランチャー、グリューン・メタモ、ブラウン・エレキの4体のレプリロイドによって構成されている自警集団。セントラルポイントを発足し、たった4人の力で襲撃事件の被害を激減させた功績から、彼らは正式なイレギュラーハンターたちとして迎えられることになった。だが、その正体は「ハイパーリミテッド四人衆」であり、イレギュラーハンター基地を攻撃する。
レプリフォース（Repliforce）（『ロックマンX2 ソウルイレイザー』、『ロックマンX4』、『ロックマンX5』）
大規模な災害時に素早い対応を行なうべく設立された、レプリロイドのみで構成された軍隊。陸・海・空・宇宙の4つの軍を中心に様々な部隊を持ち、巨大な規模を誇る。イレギュラーハンターと足並みを揃えた世の治安維持に努めており、研修生を交換し合っていたりもした。また『ソウルイレイザー』では、アイリスが研修生としてハンターベースを訪れている。
しかし『X4』にて、シグマの策略によりスカイラグーン落下事件の濡れ衣を着せられる。結果、イレギュラーハンターはレプリフォース全体をイレギュラー判定し、誇りを傷つけられたレプリフォースはそれを拒絶。生じた亀裂は内在していたイレギュラーハンターへの不信感（イレギュラーハンターの項を参照）などから修復不可能なまでに広がり、Xシリーズのストーリーにおいて後世まで語り継がれる「レプリフォース大戦」が開戦することになる。
互いに甚大な被害と悲劇をもたらして大戦は終結したが、カーネルなどの主要幹部や、最高司令官であるジェネラルを失ったことにより組織は著しく縮小・弱体化し、『X5』ではシグマウイルスの大量発生の影響でさらなる壊滅的被害を受けた。『X6』以後の作品でも名前だけは登場する。
ナイトメア調査員（Nightmare Investigator）『ロックマンX6』
アイゾックがナイトメアウイルスおよび現象を調べるために派遣した8体のレプリロイド。しかしアイゾック自身もゲイトの腹心であり、調査員たちの実態はウイルスを撒き散らしナイトメア現象を引き起こす実行犯だった。
レッドアラート（Red Alert）『ロックマンX7』
アクセルがかつて所属していた自警集団。リーダーのレッドを筆頭に、ならずものから元犯罪者まで腕利きのバウンティハンターで構成された非合法組織である。独自の判断でイレギュラーを処分していたが、アクセルが脱走・イレギュラーハンターに身柄を拘束されたことから彼の奪還を名目に暴動を起こし、そのままイレギュラーハンターとの武力衝突に発展する。
一応レッドがリーダー的存在であるが、基本的に上下関係はない。エックスが現役引退しイレギュラーハンターが弱体化した頃から台頭し始め、非合法でこそあるがその実力と功績から社会的にはある程度認められていた。しかしある時期を境に徐々に活動が過激になり、レッドの命令すらも聞き入れない「ただの殺し屋集団」と化してしまう。これを見たアクセルは組織との別離を決意、脱走してイレギュラーハンター側に転がり込むことになった。それ以前のレッドアラートについては、アクセル曰く「悪い奴にしか手を出さなかった」「本当の悪事に手を染めるようなことはなかった」とのこと。
リベリオン（Liberion）『コマンドミッション』
連邦政府からギガンティス島の独立を勝ち取るために結成・武装蜂起した、イプシロンを総帥とする反乱組織。メンバーはフォースメタル研究によって造られたり改造されたレプリロイドたちで構成されている。
新世代型レプリロイド（New Generation Repliroid）『ロックマンX8』
多くのレプリロイドのデータを解析して作られた、新型レプリロイドたち。アクセルは彼らのプロトタイプにあたる。搭載されているDNAデータのコピーチップによってDNAデータの構築を瞬時に作り変えることで、高い耐ウイルス性能を身に着けているが、そのチップの中にはシグマのDNAデータも含まれており、同時に自分の意思で人間や「旧世代」のレプリロイドたちに反乱を起こすことが可能になった。ルミネがイレギュラー化したことを受け、新世代型レプリロイドの製造は一時中止されたが、宇宙開発の隆盛などの事情から新世代型レプリロイドの製造再開を望む声は尽きず、後に厳重なプロテクトを施した上で製造は再開されることとなった。

## パワーアップアイテム

### 特殊アイテム
ライフアップ（Life Up）
入手することで、プレイヤーキャラクターのライフ上限を伸ばすことができるアイテム。主にハートの形をしている。8個の選択ルートのステージ上に隠されている、大半は特殊な方法を用いないと入手できない場所に配置されていることが多い。また、『X8』ではステージではなく、ハンターベースで購入（開発）して入手する。
バリエーションに、武器エネルギーの最大値を増加させる「ウェポンアップ」も存在する。
サブタンク（Sub Tank）
入手後、余分に取得したエネルギーを蓄積するアイテム。溜まったエネルギーは任意の時点で使用することで蓄積分だけエネルギーを回復させることができる。ロックマンシリーズにおけるエネルギー缶（E缶）のような存在。また、サブタンク自体は何度使用してもなくならない。なお、蓄積したエネルギー、すなわち回復量が限度を超えていたとしても、一度使用したらエネルギーは全て消費する。
種類としては、主に『X』 - 『X3』で体力エネルギーを蓄える「ライフサブタンク」が全ての作品で4つずつ存在していた。『X4』以降では、これが2つになった代わりに、武器エネルギーを回復させる武器エネルギー用のサブタンクが1個、初期状態でリトライ数が3回から5回に増加する「EXアイテム」が1個追加された。
強化パーツ
一部シリーズに登場。ジャンプ力増加、被ダメージ軽減、チャージ時間短縮など、プレイヤーキャラクターの基礎能力を高めるアイテム。装備可能な数には制限があるものの、後述のアーマーと併用することも可能。
パーツには区分が存在し、エックス・ゼロのどちらも装備可能な「ノーマルパーツ」、エックスのみ装備可能な「エックス専用パーツ」、ゼロのみ装備可能な「ゼロ専用パーツ」が存在する。また、『X6』ではハンターランクが高い状態でのみ装備可能な「リミットパーツ」も登場する。
各タイトルによってそれぞれ入手方法が異なる。
- 『X5』：倒したボスのレベルに応じて入手の有無が決まり、レベルが高い状態でのみ入手可能。また、同作では入手方法のシステム上、一度のプレイで全ての強化パーツを入手することはできない。
- 『X6』：各ステージに取り残された特定のレプリロイドを救出することで入手する。
- 『ソウルイレイザー』：ステージ内で回収したソウルを消費することで、アイリスから購入する。

### アーマー
「ヘッドパーツ」「ボディパーツ」「フットパーツ」「アームパーツ」に分類される。
プレイヤーキャラクター、主にエックスを性能的に強化する装備。ステージ内に隠されたカプセルを発見することで、Dr.ライトより各部位のパーツを1つ入手することができる。強化の傾向としては、アームはバスター性能、フットは機動力（アクション）、ボディは防御力と特殊アクション追加、ヘッドはまちまちである。これらを全て入手した状態が「アーマー」と呼称される。
なお、『X』 - 『X4』では一部を入手さえすれば、その箇所の効果を使用できたが、『X5』や『X6』では「ウイルスの感染を防ぐ」ためにデータ化され、全てのパーツを集めてアーマーを完成しなければ使えない仕様となっている。『X7』では再び従来の部分的に使用できる設定に戻り、『X8』ではさらに複数のアーマーをカスタマイズできる互換性が追加されている。なお、パーツやアイテム収集など特定の条件を満たすと、特殊なアーマーパーツを得られるカプセルが登場したり、アーマーパーツ以外の隠しカプセルが登場することがある。

## サポートマシン
ステージ攻略を補助する役割を担う乗用機。

### ライドアーマー（Ride Armor）
大型の有人操作型ロボット。頭部が存在せず、そこに搭乗用のスペースが設けられている。元々は土木作業用だったが、その高い戦闘力から戦闘へも転用される。後に研究の結果、戦闘用のライドアーマーも開発された。作品ごとに様々な性能のライドアーマーが登場している。
なお、搭乗部分には透明の防御膜が形成されるため搭乗者はダメージを受けないが、ライドアーマー独自のライフエネルギーが設定されており、ライフが無くなると爆発四散して使用不能になる。トゲの上やマグマの中などの危険地帯も移動可能。
各シリーズ作品に登場したライドアーマー
土木作業用ライドアーマー『X』
全てのライドアーマーの基となったマシン。そのパワーと装甲は戦闘にも充分に通用する。強力なパンチで攻撃する。登場するステージによってカラーリングが異なるが、性能に差異は無い。VAVAが使用するライドアーマーはこれを改造したもので、桁違いの破壊力とあらゆる攻撃が効かない強固な装甲を誇る。
VAVAのライドアーマー（VAVA's Ride Armor）『イレギュラーハンターX』
VAVAモード時に登場するVAVAのライドアーマー。エックスが同作品で搭乗する土木作業用ライドアーマーよりも高い攻撃力を持つ。また、強力な機関銃を装備しており遠距離からの攻撃もできるが、ダメージのみならず移動や攻撃をするだけでエネルギーを消費するため、長時間の使用は不可能。武器エネルギーを取得することで、僅かながら活動時間を延長することもできる。
TypeEG-2 Custom（タイプイージー-ツーカスタム） 「ラビット（Rabbit）」（『X2』、『サイバーミッション』、『ソウルイレイザー』）
鉱山採掘用ライドアーマー。両腕に4本の回転式ニードルを付けたドリルハンドを装備し、背中にホバリング用の強化バーニアが取り付けられている。攻撃はパンチに加え、ボタンを押しっぱなしにすることで腕のドリルハンドが回転し、攻撃判定を保ったまま待機する。そしてボタンを離すことで突進しながらパンチを繰り出す。通常の土木作業用よりも、戦闘能力は非常に高いといえる。
キメラ（Kimera） / カンガルー（Kangaroo） / ホーク（Hawk） / フロッグ（Frog）『X3』
詳細は『X3』のエックス専用機を参照。
DRA-00（ディーアールエー-ダブルゼロ） / ブラウンベア（Brown Bear）『X3』
VAVA専用ライドアーマー。詳細は『X3』のVAVA専用機を参照。
名称不明『ソウルイレイザー』
敵としてのみ登場するライドアーマーで、ラビットのボディにホークの腕を取り付けたような外見をしている。ライドロイドGが搭乗しており、移動せずにミサイルで攻撃する。
ライデン（Raiden） / イーグル（Eagle） / イーグル G（Eagle G）『X4』 - 『X6』
レプリフォース製のライドアーマー。今までの作業用からの転用ではなく、初めから戦闘を想定して作られた。
『X4』：ライデン・イーグルが登場。詳細は『X4』のライドアーマーを参照。
『X5』：ライデン・イーグルGが登場。詳細は『X5』のライドアーマーを参照。
『X6』：ライデンのみ登場。詳細は『X6』のライドアーマーを参照。
ゴウデン（Gouden） / ライデン II（Raiden II）『X7』
プレイヤー用の上記2種類の他、敵専用の2種類が存在する。詳細は『X7』のライドアーマーを参照。
サイクロプス （Cyclops）/ ゴーレム（Golem）『X8』
ゴーレムはサイクロプスのオミット版で、敵も使用する。また、その他に敵専用ものが2種類存在する。詳細は『X8』のライドアーマーを参照。

### ライドチェイサー（Ride Chaser）
高速で移動するために用いられるバイク型のマシン。走る際に地面から少し浮遊することで、高速走行を実現している。直線を疾走するのには向いている分、ステアリング性能は低く、方向転換などが苦手である。ライドアーマーと異なり、搭乗中のダメージは、搭乗者がそのまま受ける。
各シリーズ作品に登場したライドチェイサー
ADU-T400 Turbo（エーディーユー-ティーフォーハンドレッド） 「チェバル（Cheval）」『X2』
最初に登場したライドチェイサー。エネルギー弾による攻撃や、ターボエンジンの連続使用が可能。ただし衝撃に弱いのが欠点で、障害物に衝突すると簡単に壊れてしまう。オープニングデモや一部ステージでは敵も同型のマシンに搭乗している。シリーズ中で唯一、任意で乗り捨てることが可能。
名称不明『ソウルイレイザー』
外見はチェバルに似ているが、エネルギー弾は発射できず、前面にブレード（アディオンのドライブブレード状のもの）を発生させ、接触により敵を破壊する近接攻撃特化型のマシン。また、ダッシュおよびターンは不可能。
アディオン（Adion） / ハーネット（Hernet）『X4』-『X5』
アディオンはチェバルをケイン博士がフルチューンした後継機であり、高性能すぎるため当時イレギュラーハンターの部隊長にのみ支給された。エネルギー弾に加え、新たに採用された反重力ドライブにより周辺の空間を歪めることで、触れるものを斬り裂きながら破壊する「ドライブブレード（Drive Blade）」を装備している。搭乗するキャラクターによってカラーリングが異なり、エックスのライドチェイサーは赤で、ゼロは灰色を基調としている。
ハーネットはイレギュラーハンター側からアディオンの技術提供を受けたレプリフォースが、海軍のために配備したアディオンのデチューンタイプ。カラーリングは黄色を基調としている。一般兵士でも操縦可能になるが性能はアディオンに比べて低く、ドライブブレードも使用不可。
基本的にこれを使用するエリアは強制スクロールであり、障害物とスクロールに挟まれると即死する（以後の作品も一部同様）。
大型ライドチェイサー『X7』
名称不明。作中では単に「ライドチェイサー」と呼ばれる。アディオンよりも大型化されているのが特徴。ドライブブレードは廃止されたが、より緻密なスピード調整が可能になり、ショットにチャージ機能（4段階）も追加された。全体のデザインはハチドリがモチーフ。
これを使用するステージはレースゲームのような構造になっている。
シリウス（Sirius） / バリウス（Varius） / ケルピー（Kelpie）『X8』
シリウスは入り組んだ空間を飛び回れるように小型化・高機動化され、バーニアによって地面ではなく空中を高速飛行するライドチェイサー。狭いビル群の中を逃走するギガボルト・ドグラーゲンの追跡に使用された。
バリウスは雪原や砂漠などの足場の悪い地形に適した、従来と同様のバイク型ライドチェイサー。搭乗者によってショット性能が異なる。ケルピーは敵のガードロイドが使用するバリウスの量産型で、機動力はバリウスと同等だが、ショットは使用できない。
名称不明『イレギュラーハンターX』
ステージ上には登場せず、ゲームに収録されたムービーとエックス編のEDにのみ登場。それぞれのボディカラーと同じでエックスは青、ゼロは赤である。

## 設定補足

### レプリロイドの製作者
エックスを製作したのはDr.ライトであると判明している。同じくDr.ライトが製作したロックマンとは、外見や能力に通ずるものがある。
ゼロの製作者は当初は出生が不明瞭であったが、後にDr.ワイリーにより製作されたことが判明する。
シリーズ初期は、シグマをはじめ大勢のレプリロイドは、Dr.ケインが製作したこととなっていた。しかし、シリーズの時代が進むにつれ、レプリロイドがレプリロイドを製作する例も登場し始める。シリーズ中に登場する大多数のレプリロイドの製作者については不明の場合が多い。

### ウイルスの定義
本シリーズには「シグマウイルス」という名のコンピュータウイルスがしばしば登場する。これはハンター時代のシグマがゼロと戦ったときに感染したロボット破壊プログラムであるウイルスが、シグマ自身を媒介として誕生したものである。『X3』で初めて作中に登場し、以後イレギュラー発生の最大の要因としてストーリー中にその名が頻出する。後にゲイトの手によって、これを利用した「ナイトメアウイルス」などの派生種も生み出された。
本シリーズの100年前の時代である『ロックマン10』では熱暴走を引き起こして活動不能に陥るロボットのみが感染するウイルス「ロボットエンザ」が登場しており、この製作者もDr.ワイリーであった。この2つは多数の共通点が見られるが、公式な説明は現在のところ存在していない。

### DNAデータ
全てのレプリロイドが持つプログラムデータ。その名の通り、遺伝子のようにレプリロイドによって、構造は千差万別である。本来の活用方法は不明であるが、エックスの機能の1つである【特殊武器】の「所持」は倒した相手のDNAデータから武器や能力の情報を解析し獲得しているものである。一方でゼロの特殊能力［スキルラーニングシステム］は、倒した相手のDNAデータを解析して習得している。また、アクセルや新世代レプリロイドは「Aトランス」という模写機能を備えており、自身のDNAデータを解析済みの別のレプリロイドのデータに組み換えてそのレプリロイドに変身し、同時にそのレプリロイドの持つ能力を扱うことができる。
『X6』でゲイトがゼロのDNAデータをもとに、「ナイトメアウイルス」と「ハイマックス」を制作。『X7』ではシグマがレッドアラートを操っていた裏でエックスのDNAデータを欲したり、上述のように新世代レプリロイドに関わったりと、シリーズが進むに連れ、存在感が増し、重要なキーワードとなっている。また、一体ごとに違うデータではあるが、ゲイトがゼロのDNAデータを基にシグマウイルスを復活させたことから、この2つのデータには、何らかの共通点があると思われるが、詳細は不明。

## メディアミックス

### 漫画
- 『ロックマンX』（作者：岩本佳浩）
  - 『ロックマンX2』
  - 『ロックマンX3』
  - 『ロックマンX4』

- 『イレギュラーハンターロックマンX』 （作者：池原しげと）
- 『ロックマンX2 あの特殊武器をうばえ！』 （作者：池原しげと） - 『講談社まんが百科24 ロックマン&ロックマンXひみつ大百科』に収録。
- 『ロックマンX3 たおせドップラー軍団！』 （作者：池原しげと） - 『講談社まんが百科34 ロックマンX超百科』に収録。
- 『メガミッション』 （作者：有賀ヒトシ） - カードダスの漫画化。『ロックマンリミックス』に収録。

### 小説
- 『ROCKMAN X THE NOVEL -IRREGULARS REPORT-』（作者：轟つばさ、ストーリー協力・イラスト：岩本佳浩）- ロックマンX初の公式ノベライズ作品。物語はエックスの他にケイン博士、ペンギーゴ、VAVAからの視点でも描かれている。

### カードダス
バンダイから『ロックマンX』のカードダスが発売された。
- カードダス ロックマンX
- カードダス ロックマンX2
- カードダス ロックマンX3
- カードダス ロックマンXリバイバル
- ジャンボカードダス ロックマンX
- チップシューター ロックマンX
- カードダス ロックマンXメガミッション
  - ジャンボカードダス ロックマンXメガミッション
- カードダス ロックマンXメガミッション2
- カードダス ロックマンXメガミッション3
- カードダス ロックマンXメガミッション4
- カードダス ロックマンXギガミッション[2]

### フィギュア
全てバンダイより発売。
- ロックマンX メガアーマーシリーズ
- D-Arts エックス
- D-Arts エックス・フルアーマーVer.
- D-Arts エックス・コミックVer.（魂ネイション2011限定販売）
- D-Arts エックス（MegaManX）（米国イベントSDCC2011限定販売メタリック塗装）
- D-Arts ゼロ・1st Ver.
- D-Arts ゼロ・Type2
- D-Arts VAVA（魂ウェブ商店限定販売）
- フィギュアーツZERO シグマ（魂ウェブ商店限定販売）
- D-Arts アルティメットアーマー
- D-Arts ブラックゼロ（魂ウェブ商店限定販売）

## その他
2010年、アメリカのアーマチュアスタジオ社（『メトロイドプライム』製作に携わった主要開発者らにより設立されたデベロッパー会社）から当該作品シリーズをベースとするスピンオフ作品として『マーベリックハンター』（Maverick Hunter）と題したFPSの製作プロジェクトがスタートしていた が、稲船敬二がカプコンを退社したことにより同社はその計画を破棄し、同時に作品発表を取り止めさせている。

## 関連作品
- ポケットファイター - ランニングバトルステージの背景にエックス、ゼロ、アイリスが登場。
- SNK VS. CAPCOM 激突カードファイターズ
- デッドライジング - エックスの着ぐるみが登場。
- TATSUNOKO VS. CAPCOM ULTIMATE ALL-STARS - ゼロがプレイヤーキャラクターとして登場する他、一部のキャラクターがエンディングに登場。
- MARVEL VS. CAPCOM 3 Fate of Two Worlds - ゼロが登場。
- PROJECT X ZONE - エックス&ゼロがペアユニットとして登場する他、VAVA、メットール、ガンボルト、ライドアーマーが敵として登場し、アイリスがイベントキャラクターとして登場。
- ストリートファイターxオールカプコン - エックス、ゼロ、VAVA、シグマ、バーニン・ナウマンダー、ストーム・イーグリード、スティング・カメリーオ、フレイム・スタッガー、グラビティー・ビードブード、マグマード・ドラグーンがカードとして登場。
- 大乱闘スマッシュブラザーズ for Nintendo 3DS / Wii U - ロックマンの最後の切り札にエックスが登場する他、エックスやゼロのフィギュアやMiiのコスチュームが登場。
- PROJECT X ZONE 2:BRAVE NEW WORLD - エックス&ゼロがペアユニットとして登場する他、VAVA MK-II、シグマ、メットール、ガンボルト、ライドアーマーが敵として登場。
- ゾンビカフェ - エックス、ゼロ、VAVA、シグマ、マック、アイリスが登場。
- マーベル VS. カプコン:インフィニット - エックス、ゼロ、シグマがプレイヤーキャラクターとして登場する他、シグマがウルトロンと合体したウルトロンΣ、ウルトロンΩがボスキャラクターとして登場する。
- 大乱闘スマッシュブラザーズ SPECIAL - 前作に引き続き、ロックマンの最後の切り札にエックスが登場する他、ゼロがアシストフィギュアとして登場する。
- TEPPEN - カプコンの各キャラクターが異世界で戦うという設定で、主要登場人物（ヒーロー）としてエックス[5]、ゼロ[6]が登場。その他のゲーム中のカードとしてエイリア、アイリス、メットール C-15など多数[7]。

## テーマソング
- 『世界が終わる瞬間（とき）』（REDIEAN;MODE） - 『X2』CMソング
- 『One More Time』（渋谷琴乃） - 『X3』PS、SS版オープニングテーマ
- 『I'm Believer』（渋谷琴乃） - 『X3』PS、SS版エンディングテーマ
- 『負けない愛がきっとある』（仲間由紀恵） - 『X4』オープニングテーマ&CMソング
- 『ONE MORE CHANCE』（仲間由紀恵） - 『X4』エンディングテーマ
- 『Monkey』（モスキート・ミルク） - 『X5』オープニングテーマ&CMソング
- 『水の中』（モスキート・ミルク） - 『X5』エンディングテーマ
- 『Moon Light』（森久保祥太郎） - 『X6』オープニングテーマ&CMソング
- 『The Answer』（森久保祥太郎） - 『X6』オープニングテーマ・ロックマンX2ソウルイレイザーCMソング
- 『I.D.E.A. 〜僕は毎日、夢を見る〜』（ROST） - 『X6』エンディングテーマ
- 『CODE CRUSH』（愛内里菜） - 『X7』オープニングテーマ
- 『LAZY MIND』（森久保祥太郎） - 『X7』エンディングテーマ
- 『WILD FANG』（Janne Da Arc） - 『X8』テーマソング
- 『情熱セツナ』（安倍麻美） - 『コマンドミッション』オープニングテーマ
- 『Parts』(Capricious comet) - 『コマンドミッション』エンディングテーマ
- 『Don't wanna be』（Spinwake） - 『イレギュラーハンターX』オープニングテーマ